# Fernando Uriarte Galainena
Fernando Uriarte Galainena (26 desembre de 1910,? - 4 de febrer de 1999, Madrid) fou un militar espanyol de l'arma de Cavalleria que, essent tinent, formà part del grup de militars anomenats Jinetes de Alcalá i que s'avalotà contra el govern de la Segona República Espanyola el 1936 a Mallorca. Els primers mesos de la Guerra Civil participà en la formació de les milícies falangistes, en la repressió de membres i simpatitzants del Front Popular i en la defensa contra el desembarcament de Mallorca per part de tropes republicanes. El 1941 formà part de la Divisió Blava.

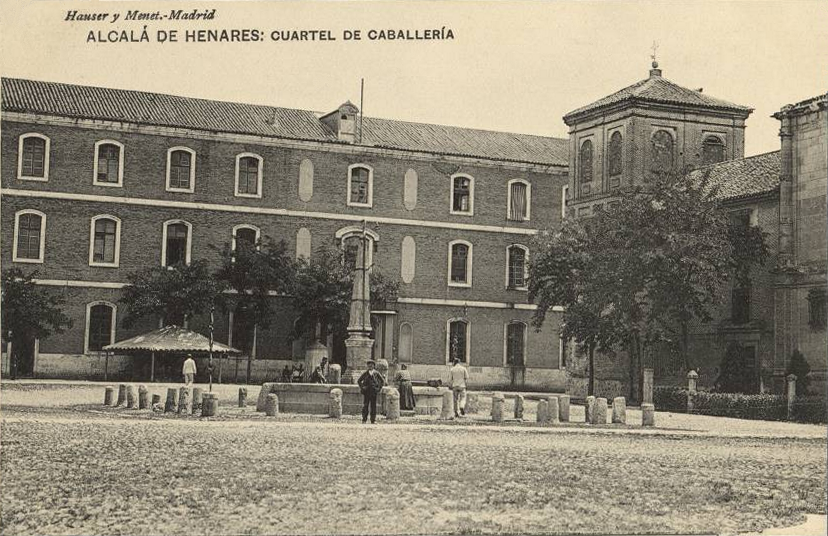
Quarter de Cavalleria del Príncep, dit de san Diego, a Alcalà de Henares, cap el 1912

Era fill de Emilio Javier de Uriarte Clavería i de Justina de Galainena y Fagoaga. Es casà amb Pilar Rivera Correa i tengueren set fills. El 1933 fou ascendit a tinent i destinat al Regiment de Caçadors de Calatrava, núm. 2.
Formà part dels anomenats Jinetes de Alcalá, un grup de militars de l'arma de Cavalleria adscrits als Regiments de Caçadors de Calatrava, núm. 2, i de Villarrobledo, núm. 3, destinats a Alcalá de Henares, que a finals de juny de 1936 foren confinats al castell de Sant Carles de Palma, Mallorca. El Govern de la Segona República aprofità uns greus incidents entre soldats i membres de partits d'esquerra per fer neteja de conspiradors d'ambdós regiments. Al castell de Sant Carles conegueren al cap de la Falange Española a Mallorca, Alfonso de Zayas, que també estava empresonat i que els posà amb contacte amb els militars que s'havien d'aixecar contra la República. Quan es produí el pronunciament militar del 18 de juliol de 1936, aquests militars es posaren a les ordres dels avalotats. Participà en la formació de les milícies falangistes a Andratx i en la repressió de membres i simpatitzants del Front Popular (detencions il·legals, tortures i assassinats). Probablement també participà en la defensa contra el desembarcament de Mallorca.
Després d'uns mesos a Mallorca retornà a la península quedant a disposició del General en Cap de les Forces Militars del Marroc. El 1938 passà de la 5a Regió Militar al Regiment Taxdir, núm. 7, en comissió. Fou ingressat a l'hospital de Saragossa el 1938. El 1940 fou destinat del primer Regiment de la Divisió de Cavalleria al Regiment Mixt de Cavalleria, núm. 2, a Melilla. El 1941 formà part de la Divisió Blava com a cap del 2n esquadró del Grup d'Exploració 250. El desembre fou ferit i l'abril de 1942 li concediren la Creu de Ferro de 2a classe i fou evacuat a Espanya. El 1942 fou destinat al batalló de cavalleria marroquí escolta del dictador Franco. El 1944 li concediren la Medalla de Patiments per la Pàtria i el declararen cavaller mutilat útil. El 1947 era comandant i ajudant de camp del general José Rivera Juer. El 1966 era tinent coronel i fou nomenat ajudant de camp del general Manuel Díez-Alegría. El 1969 havia ascendit a coronel i dirigia l'eguassada militar de Jerez de la Frontera. El 1986 era general de brigada honorari i li concediren la Creu de la Reial i Militar Orde de sant Hermenegild.